# Fitchie, bahía
Fitchie, bahía är en vik i Antarktis. Den ligger i Sydorkneyöarna. Argentina och Storbritannien gör anspråk på området.